# Reagrupament Democràtic Oceànic
El Reagrupament Democràtic Oceànic (RDO) és un partit polític de Nova Caledònia fundat el 12 de febrer de 1994 a partir de la Unió Oceànica i amb representació en la comunitat de wallisians i futunians. És favorable a la independència i forma part del Front d'Alliberament Nacional Canac Socialista (FLNKS).

## Història
Aloisio Sako era un policia de Nouméa quan va ser nomenat vicepresident de la Unió Oceànica (des de 1989), però quan es va convertir en president de l'independentista RDO el 1994, va ser suspès durant un any amb el pretext de "fracàs en el deure de confidencialitat" pel ministre de l'Interior de l'època, Charles Pasqua, que el va convertir en un màrtir a ulls dels seus seguidors i el va fer augmentar la seva popularitat. A les eleccions a l'Assemblea Territorial de Nova Caledònia de 1995 UO va perdre els seus dos escons, i el RDO en va treure un a les llistes del FLNKS.
Arran dels enfrontaments entre canacs i wallisians i futunians a Saint-Louis el gener de 2004, alguns activistes de RDO, encapçalats pel fundador de RDO i ex membre del govern territorial de Pierre Frogier a càrrec de Salut i Serveis Humans social, fins al novembre de 2002, Tino Manuohalalo, se separaren del partit i van formar Moviment dels Ciutadans Caledonians, totalment contraris a la independència. Un altre partit oceànic anti-independentista es va crear posteriorment, el Reagrupament Oceànic a Caledònia (ROC), el secretari general del qual, Jean-Baptiste Felomaki es va unir al Front Nacional Local principis d'abril de 2004.
A les eleccions provincials de Nova Caledònia de 2004 el RDO va obtenir un escó dins les llistes del FLNKS a la província del Nord i al Congrés de Nova Caledònia, Angéla Manakofaiva, una mestra d'escola nascuda el 1963 a Nouméa. Després de les eleccions provincials de Nova Caledònia de 2009 només va obtenir un electe a l'Assemblea de la Província del Sud i al Congrés de Nova Caledònia en la llista del FLNKS unitària dirigida per Rock Wamytan: Ilaïsaane Lauouvéa. A ells se li ajuntà Angéla Manakofaiva qui, tot i que no va obtenir el seu escó inicial es presentà en segon lloca la llista UNI de Paul Néaoutyine a la Província del Nord, que va obtenir 9 escons, i va tornar a l'Assemblea Provincial gràcies a la dimissió de Déwé Gorodey, escollit al govern de Nova Caledònia.